# Partido Socialista de los Trabajadores (Argentina)
El Partido Socialista de los Trabajadores (PST)  fue un partido político argentino fundado por Hugo Miguel Bressano Capacete (Nahuel Moreno) en el año 1972, de orientación trotskista, y surgido de la fusión del PRT La Verdad (una de las partes en que se escindió el Partido Revolucionario de los Trabajadores, en 1968) y el grupo proveniente del Partido Socialista, liderado por Juan Carlos Coral.

## Antecedentes
Nahuel Moreno fue dirigente de una corriente política de carácter trotskista que nació en Argentina en el año 1943. Hasta la década de 1980, la corriente experimentó numerosos cambios de denominación y de estrategias políticas y organizativas. Sería reconocida con los siguientes nombres: Grupo Obrero Marxista (1943-1944), Grupo Obrero Revolucionario (1944-1949), Partido Obrero Revolucionario (1949-1953), Federación Bonaerense del Partido Socialista de la Revolución Nacional (1953-1956), Movimiento de Agrupaciones Obreras (1956), Palabra Obrera (1957-1964), Partido Revolucionario de los Trabajadores (1964-1972), Partido Socialista de los Trabajadores (1972-1982) y Movimiento al Socialismo (desde 1982).

### Represión
Sufrió varios atentados por parte de la Triple A y luego del régimen instalado a partir de marzo de 1976. 
Hacia fines de enero de 1974, la Triple A había difundido una lista de personas consideradas "enemigas" de las políticas vigentes. Muchas de esas personas eran dirigentes o militantes del PST. Los episodios de violencia comenzaron a repetirse, lo que demostró que las personas que aparecían en esa lista habían sido "condenadas a muerte" por el grupo paramilitar.

- El 7 de mayo de 1974 fue asesinado el obrero metalúrgico Inocencio “Indio” Fernández, obrero metalúrgico que había sido elegido delegado de base de la UOM en una línea sindical opositora a la conducción de Lorenzo Miguel.[4]

- Masacre de Pacheco: En la medianoche del 29 de mayo de 1974 tres obreros fueron secuestrados de un local del PST, en la localidad de El Talar, General Pacheco, y luego acribillados por una patota conformada por veinte integrantes de la Triple A.[5][6]

- Masacre de La Plata: En septiembre de 1975 ocho jóvenes militantes del PST fueron torturados y fusilados por la Triple A, en la ciudad de La Plata.[7]

Luego muchos de sus militantes fueron asesinados o encarcelados por la dictadura militar que sufrió la Argentina entre 1976 y 1983.

## Desempeño electoral
El PST, en las elecciones de 1973, agitó una gran campaña para que Agustín Tosco sea el candidato a presidente, el cual se negó, siendo la fórmula final Juan Carlos Coral presidente y José Francisco Páez vice, en las elecciones anteriores la compañera de fórmula era Nora Ciapponi (siendo la tercera fórmula integrada por una mujer en la historia de las elecciones argentinas).
El PST fue la única corriente de izquierda que se presentó en el 73, contra el peronismo y el radicalismo.
| Elección | Fórmula           | Fórmula             | Votos   | %    | Resultado   | Nota |
| Elección | Presidente        | Vicepresidente      | Votos   | %    | Resultado   | Nota |
| -------- | ----------------- | ------------------- | ------- | ---- | ----------- | ---- |
| Mar 1973 | Juan Carlos Coral | Nora Ciapponi       | 73.796  | 0,62 | No elegido. |      |
| Sep 1973 | Juan Carlos Coral | José Francisco Páez | 181.474 | 1,54 | No elegido. |      |

## Dirigentes
A fines de la dictadura, en 1982 cambió su nombre a Movimiento al Socialismo (MAS). Sus dirigentes más reconocidos, aparte de Nahuel Moreno, fueron, entre otros:
- José Francisco Páez “Petizo” (fallecido el 27 de septiembre de 2005), referente del SITRAC-SITRAM;[11]
- César Robles Urquiza, asesinado por la Triple A, en 1974;[12]
- José Moya "Chiquito" (Punta Alta, provincia de Buenos Aires, en 1947) tornero, en los años 60, 70 y 80 fue militante obrero y de la izquierda trotskista, de la fábrica TENSA;[13]
- Pedro Apaza "Negro", secuestrado dentro de la metalúrgica Del Carlo;[14]
- El rubio Fittipaldi, y Luis Layco, de Astarsa, astilleros de Tigre.